# Styphelia intertexta
Styphelia intertexta är en ljungväxtart som beskrevs av Edward George. Styphelia intertexta ingår i släktet Styphelia och familjen ljungväxter. Inga underarter finns listade i Catalogue of Life.